# Лукомское княжество
Лукомское (Лукомльское) княжество — удельное княжество с центром в городе Лукомль, располагавшееся на реке Лукомка (Лукомля) неподалёку от Лукомского озера. Точные границы княжества не установлены.
Некогда Л. В. Алексеев предположил, что Лукомль мог быть центром удельного княжества, владением одного из правнуков Всеслава Полоцкого. Такую возможность нельзя полностью исключать, но княжество в источниках не упоминается. Археологические данные относят пик расцвета Лукомля не к концу XII — началу XIII веков, когда были активны правнуки Всеслава, а к XI — первой половине XII веков, времени его сыновей и внуков. Среди известных представителей этих двух поколений нет вероятных кандидатов на владение Лукомским уделом.
В связи с этим Лукомль следует рассматривать не как удельный центр, а как центр исторической волости, которая сложилась, вероятно, ещё в IX веке и затем была включена в Полоцкое княжество как административная и налоговая единица. Управлялась такая волость, скорее всего, наместником из числа бояр полоцкого князя.
По мнению Войтовича, княжество выделилось в 1101 году после смерти Всеслава как удел Ростислава Всеславича. Войтович также считает, что возможно в 1170-х годах лукомским князем был Володарь (Володша) Василькович.
В XIII веке Лукомль вместе с Полоцким княжеством, от которого зависел, вошёл в состав Великого княжества Литовского.
В XV веке в Литве упоминаются несколько князей Лукомских, но родственные связи между ними не прослеживаются, а их общий родоначальник не установлен. По мнению Юзефа Вольфа, эти князья Лукомские были потомками князей Полоцко-Витебских, однако документального подтверждения этой версии не существует. Сами Лукомские выводили своё происхождение от старшего сына великого князя литовского Ольгерда, Андрея, бывшего князем псковским, полоцким и с 1386 года Лукомским. Однако и эта версия происхождении Лукомских документального подтверждения не имеет и в настоящее время отвергнута.
В 1473 году Москву выехал князь Иван Лукомский, а его имения в Литве при этом были конфискованы. В 1493 году он был казнен (заживо сожжен в железной клетке) якобы за участие в заговоре против Великого князя Московского Ивана Васильевича III. По-видимому, у князя Ивана Лукомского было несколько сыновей, живших в Литве, к которым можно отнести Ивана, владевшего Шчидутами, Андрея и Федора, а также, по-видимому, ещё Григория и Романа.
От Ивана, Андрея и Романа прослеживаются три линии этого рода, не владевшего большими имениями и не занимавшего крупных должностей в Литве. Лукомлем они владели eщe во второй половине XVI века
В начале XVII века родословная князей Лукомских прерывается, о многих из них встречаются лишь отдельные упоминания.

## Лукомские князья
- 1101—1129: Ростислав Всеславич (ум. после 1130)
- 1170-е: Володарь (Володша) Василькович (ум. после 1175)
- 1386—1399: Андрей Ольгердович (ум. 12 августа 1399)